# Királyréti Erdei Vasút
A Királyréti Erdei Vasút, azaz a 317-es számú vasútvonal Kismaros és Királyrét között, a Börzsönyben, a Török-patak völgyében halad. 11,55 km hosszú, 760 mm nyomtávolságú, egyvágányú vonal.
Kisvasúti napja: május első szombatja.
Ez Magyarország negyedik legforgalmasabb kisvasútja, őt a Lillafüredi és a Szilvásváradi kisvasutak előzik meg, az ötödik helyen pedig a Mátravasút áll.

## Története

### Építése
A mai Királyréti Erdei Vasút elődjének számító keskenynyomközű vasutat 1893-ban Frankensiessdorf János porosz gróf építtette 600 mm nyomtávolsággal. A vasút fő rendeltetése a termelt fa elszállítása volt a gróf négyezer hektáros erdőbirtokáról.
1912-ben a vonalat felújították és szárnyvonalakat építettek (Királyrét–Bajdázó; Királyrét–Cseresznyefa rakodó; Kismaros–Dunaparti Rakodó; Kismaros–Nógrádverőce MÁV állomás) Ekkor már a pálya lényegében a mai nyomvonalon futott, csak kisebb nyomvonal-korrekciókat végeztek azóta. A gazdaság központja és a vasúti műhely Paphegy állomáson volt. Hét gőzmozdonnyal végezték a szállításokat, nagy volt a forgalom. Az erdőgazdaság és a vasút többször tulajdonost és nevet változtatott.
1924-ben a svájci Hoffer Cuno tulajdona lett a birtok. Új neve 1926-ban Királyréti Uradalom és Ipartelek Rt. lett. Az előző években elhanyagolt vonalakat felújították. A hálózat közel 30 km hosszú volt, négy gőzmozdony üzemelt. 1927-ben siklópálya (Cseresznyefa rakodó–Inóczi bánya), 1930-ban drótkötélpálya épült (Paphegyi kőzúzda–Inóci kőbánya).
1941-ben a kőbányákat bezárták. A kocsik, mozdonyok javát eladták, csak a Muki és a Triglav nevű mozdony maradt meg. A Triglav nevű gőzmozdony 2007-ben kiállításra került a kismarosi végállomás mellett. A vasút fő feladata a faszállítás lett.
Az erdőbirtok és a vasút államosítása 1945-ben történt. A további fakitermelés érdekében újabb szárnyvonalakat építettek az (1947-es évben a Királyrét–Egyházbükk, az 1949-es évben Egyházbükk–Hárs-patak). A menetrend szerinti személyszállítás 1954. május 26-án kezdődött. Ehhez kezdetben házi gyártású nyitott személykocsikat használtak, később tetővel látták el őket. Az 1950-es években MD–40 típusú dízelmozdonyokat állítottak forgalomba, mellettük a gőzvontatás is rendszeres volt. 1962-ben négy darab C50-es típusú mozdony érkezett a vasútra, üzembeállításukkal szűnt meg a gőzüzem.
A vasutat 1976. június 6-án úttörővasúttá avatták. 1978 tavaszán a hirtelen hóolvadás, a nagy esők több helyen megrongálták a pályát, ezért üzemszünetet rendeltek el. A vasútra szükség volt, ezért 1979-ben megkezdték az újjáépítést. A szárnyvonalakat elbontották és a fővonal pályáját ekkor építették át 760 mm nyomközűre. Síneket és egyéb anyagokat kaptak a Cegléd–Hantháza-vasútvonal bontásából. A forgalom 1981. június 7-én indult újra.
Az 1980-as évek második felében csökkenni kezdett a forgalom. 1990-ben Szokolya lakosai átpártoltak a Volánbusz párhuzamosan közlekedő, átlagosan tíz perccel rövidebb menetidejű járataira. Az üzemeltető 1992. május 18-án rákényszerült a vasút leállítására. Kismarosról a verőcei farakodóhoz vezető iparvágányt 1993-ban zárták ki a forgalomból. A turisztikai célú vasút ezt követően néhány évig az aktuális támogatástól függően időszakosan üzemelt. Az erdőgazdaság az Ipoly Erdő Zrt. nevet vette fel.
2001-től ismét fejlődés jellemezte a vasútüzemet. 2002-ben a járművek állagvédelme céljából tárolócsarnokot építettek Paphegy állomáson. Ismét megjelent a kisvasúton a gőzvontatás, a gőzmozdony felújítását 2003-ra fejezték be. Azóta meghatározott napokon gőzvontatású vonatok is közlekednek a vonalon. 2007-ben a királyréti végállomás közelében hajtánypálya épült.
2010-ben Kismaroson az 1. számú kitérővágányra, a vágányok átalakításával együtt, 8 jármű befogadására alkalmas, két vágányos járműtároló csarnokot építettek. Ezzel együtt a kismarosi állomásépületet átalakították, akadálymentessé tették.

## Megállóhelyek
A menetidő percben van megadva. (A két végállomás közötti megállóhelyek mind feltételesek.)
| Kismaros-Szokolya-Királyrét (317) |                  |          |
| menetidő                          | megálló neve     | menetidő |
| 0                                 | Kismaros         | 30       |
| 4                                 | Morgó            | 26       |
| 8                                 | Börzsönyliget    | 22       |
| 11                                | Hártó-kút        | 19       |
| 17                                | Szokolya-Mányoki | 13       |
| 19                                | Szokolya-Riezner | 11       |
| 25                                | Paphegy          | 5        |
| 28                                | Királyrét-alsó   | 2        |
| 30                                | Királyrét        | 0        |

## Járművek
Kezdetben egy Mária nevű gőzmozdonyt használtak, amit fával fűtöttek. A vonalon később több gőzmozdony is dolgozott. A Sándor gőzmozdony 1922-ben az egri érsekség szarvaskői bányavasútjára került.
1941-ben leállították a kőbányászatot. A kocsik, mozdonyok nagy részét eladták. Két mozdony, Muki és  Triglav maradt a vonalon.
1954-ben megindult a menetrend szerinti személyforgalom. Ehhez kezdetben házi gyártású, nyitott és tető nélküli személykocsikat használtak. Ezeket később tetővel és lehúzható függönyökkel látták el. A téli forgalomhoz három zárt, fűthető kocsit vásároltak. A vonalra MD-40 típusú dízelmozdonyok érkeztek, de mellettük a gőzvontatás is rendszeres volt. 1962-ben négy C-50-es típusú mozdony érkezett, ezek váltották fel a gőzmozdonyokat. A Triglav mozdony a vasúton maradt, állókazánként működött a paphegyi fűrésztelepen. Különmenetek alkalmából üzembe is helyezték.Ebben az évben kezdték meg a "dunakeszi kocsi" néven ismert kocsitípus beszerzését. Ezek a kocsik csak ide készültek.
1978-ban, mikor a pályát átépítették nagyobb nyomtávra, a járműpark is megváltozott. A Királyrét 11 jelű nyitott személykocsit átalakították az új nyomtávra, de nem állították forgalomba. Királyréten kiállították az M-1 jelű C-50-es mozdonyt, a két dunakeszi személykocsit  és még néhány kocsit. Az új járműpark a felszámolt Hegyközi kisvasútról származik. Az elsőként érkező mozdonyt (Mk48,2031) átszámozták Mk48,601-re, később visszakapta eredeti számát. A többi mozdony megtartotta számát. Összesen öt Mk48-as és egy C-50-es érkezett. A C-50-est később a Nagybörzsönyi Kisvasútra irányították. Tíz Bax és két BDax kocsi is érkezett a személyforgalom számára.
A forgalom csökkenése miatt a nyolcvanas évek végén már nem volt forgalomban a két poggyászteres, 11 és 12 pályaszámú, és a 10-es pályaszámú személykocsi. 1992-ben a Mátravasút megvásárolta a Királyrét 11 jelű nyitott és  két Dunakeszin gyártott zárt személykocsit. Az Mk48,2019 Ausztriába került, majd 1994 szeptemberében a két poggyászteres és további öt személykocsi is ausztriai kisvasutakra került.
2001-től ismét fejlődik a vasútüzem. Paphegy állomáson kétvágányos, 48 m hosszú járműtároló csarnokot építettek a járművek állagmegóvása érdekében. Ismét megjelent a kisvasúton a gőzvontatás, nosztalgiavonatok továbbítására. A gőzmozdony a romániai Szászváros fatelepéről érkezett, felújítása 2003-ra befejeződött. 2003 megkezdődött korszerűsítési program keretében eddig 4 db személykocsi épült Jah sorozatú teherkocsi alvázára.

### Elektromos szerelvény kifejlesztése
2013 tavaszán kiszivárgott az Ipoly Erdő Zrt. egyik fejlesztésének híre: egy innovatív meghajtású vonatot, ami borús időben és erdei körülmények között is képes a tetejére szerelt napelemek és a fékekből visszanyert energia segítségével közlekedni a kisvasút vonalán. A vonatot 2013 májusában bemutatták a nagyközönségnek is és üzembe is helyezték. A környezetbarát szerelvény 25 km/h sebességgel közlekedhet óránként – noha technikai szempontból ennél többre is képes lenne. Az országban egyedüliként, ezen a vonalon közlekedik a Paphegyen készült, elektromos meghajtású, napelemes, keskeny nyomközű motorkocsi, ami a Vili becenevet kapta. 2018-ra elkészült a második példány.

### Motorkocsik
- M06-401 "Tobi" becenevű motorkocsi (leggyakrabban ez közlekedik menetrendszerinti forgalomban)
- 8204 001 "Vili" becenevű elektromos hajtású motorkocsi

### Mozdonyok
- 490,2004 (gőzmozdony, nosztalgiameneteket továbbít)
- Mk48,2014 (rendszeresen közlekedik, felújított elektromos rendszerrel rendelkezik)
- Mk48,2017 (rendszeresen közlekedik)
- Mk48,2018 (felújítás alatt)
- Mk48,2031 (rendszeresen közlekedik)

### Személykocsik
A vasút jelenlegi 5 db Bax típusú személykocsija is a megszűnt Hegyközi kisvasútról származik. A vasút teherkocsikból további négy személykocsit épített a Paphegyen található műhelyében.
- Ny06 402 (Rendszeresen közlekedik)
- F06 404 (Rendszeresen közlekedik)
- F06 405 (Rendszeresen közlekedik)
- F06 408 (Rendszeresen közlekedik)
- F06 409 (Rendezvénykocsi, házilag átépítve Bax kocsiból 2010-ben)
- F06 413 (Rendszeresen közlekedik, házilag építve 2003-ban)
- F06 417 (Rendszeresen közlekedik, házilag építve 2004-ben)
- F06 418 (Rendszeresen közlekedik, házilag építve 2005-ben)
- F06 419 (Gördülő tanösvény, házilag építve 2007-ben)

### Teherkocsik
Négytengelyes teherkocsik vannak tárolva a paphegyi telepen, csak pályafenntartási célra használják ezeket, teherforgalom nincs a vonalon.
- 5 db. JAH kocsi
- UBA 50 042 Önürítős kocsi
- UBA 51 014 Önürítős kocsi

### Egyéb járművek
- Tartálykocsi
- Gyomirtókocsi
- hajtány

## Nevezetességek a vasút környékén
- Kacár-tanya
- További nevezetességek

## Megközelítés
Kismaros a Duna bal partján, a Budapest–Szob-vasútvonal mentén fekszik, így leggyorsabban vonattal közelíthető meg. A vonatok a Nyugati pályaudvarról óránként indulnak, menetidejük 36 és 56 perc között változik, attól függően, hogy zónázó vonattal megyünk-e, ami Vácig nem áll meg sehol. Kismaros megállóhelyről mindössze egy lépcsőn kell lemennünk, a kisvasút végállomását a vasút keleti oldalán találjuk. A vonatokat a nagyvasúti menetrendhez igazították, így a jegyvásárlás után szinte azonnal indulnak is felfelé.
Nyomvonalával végig nagyjából párhuzamosan húzódik a 12 103-as út, így azon mindegyik megállási pontja könnyen megközelíthető.

## Virtuális Királyrét
A Trainz Simulator 2009 program Királyréti változata 2013 februárja óta letölthető. A pálya és a járműpark az 1980-1990-es éveket idézi fel.

## Fejlesztések
A Királyréti Erdei Vasúton 270 millió forintos fejlesztés fejeződött be 2010-ben. Magyarország első kisvasútján felújították a kismarosi végállomást, és egy járműtelep létesült. Megújult a Kismaros–Hártókút állomások közötti pályaszakasz. Egy luxust kínáló rendezvénykocsit és egy motorkocsit újítottak fel.
2020-ban teljes vágányzár elrendelése mellett egyebek mellett részleges pályafelújításra és jármű-felújításra is sor került. A vágányzárat 2021. június 24-én oldották fel.

## Galéria

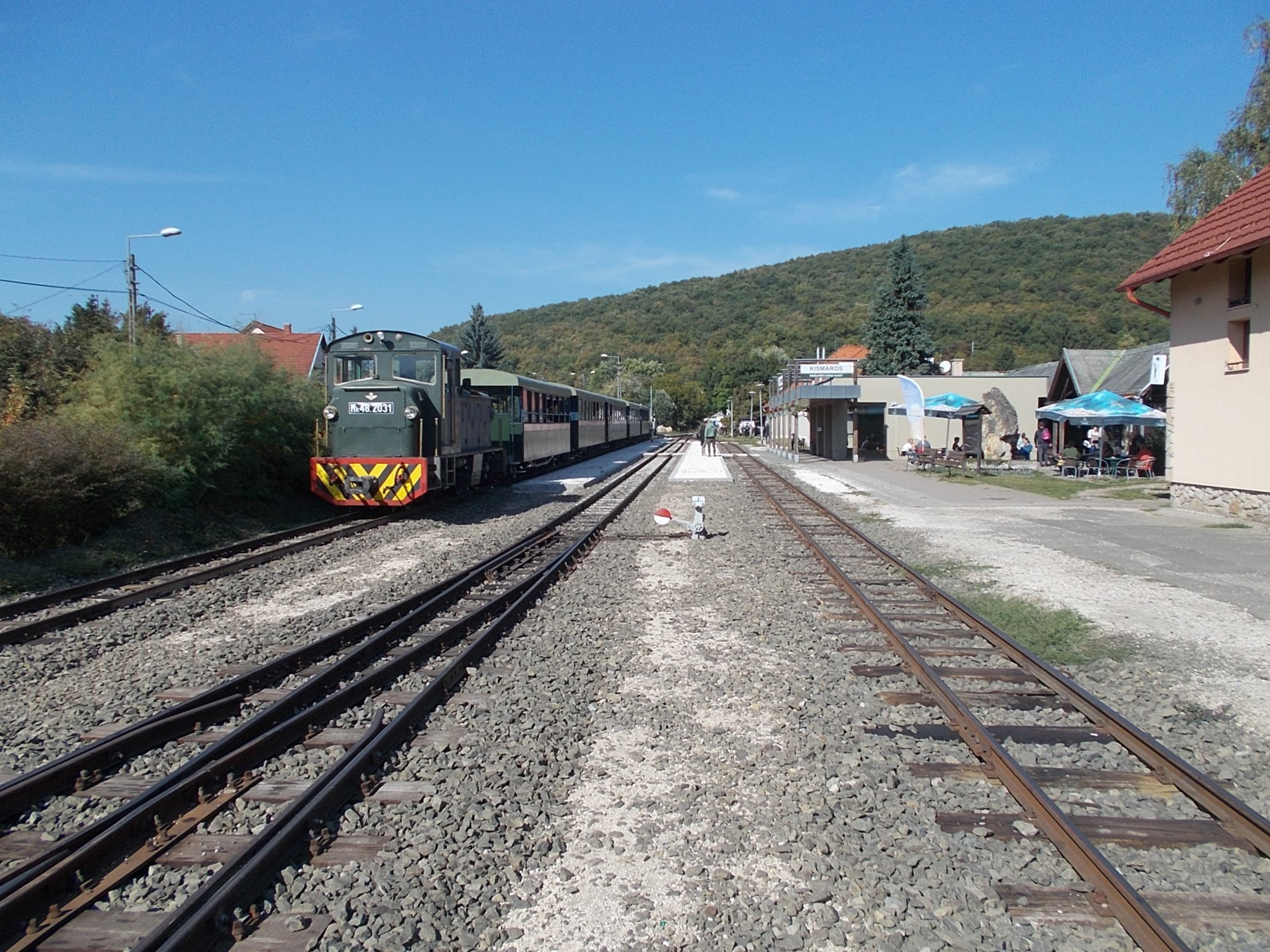
A kismarosi állomás
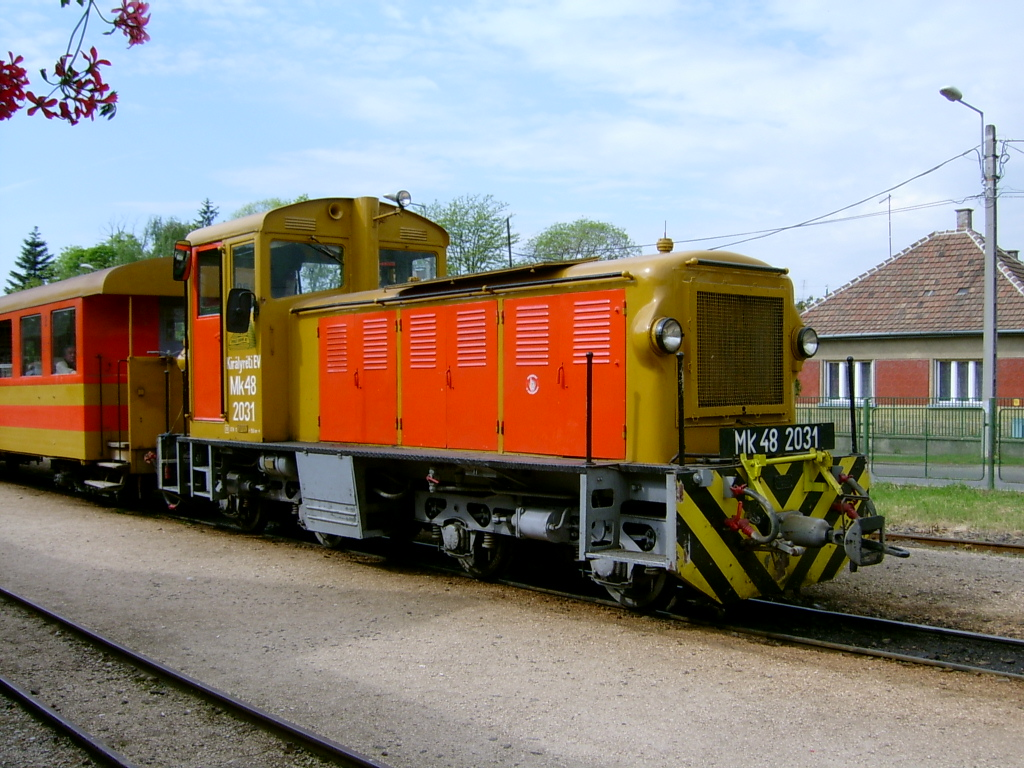
Mk48 típusú dízelmozdony
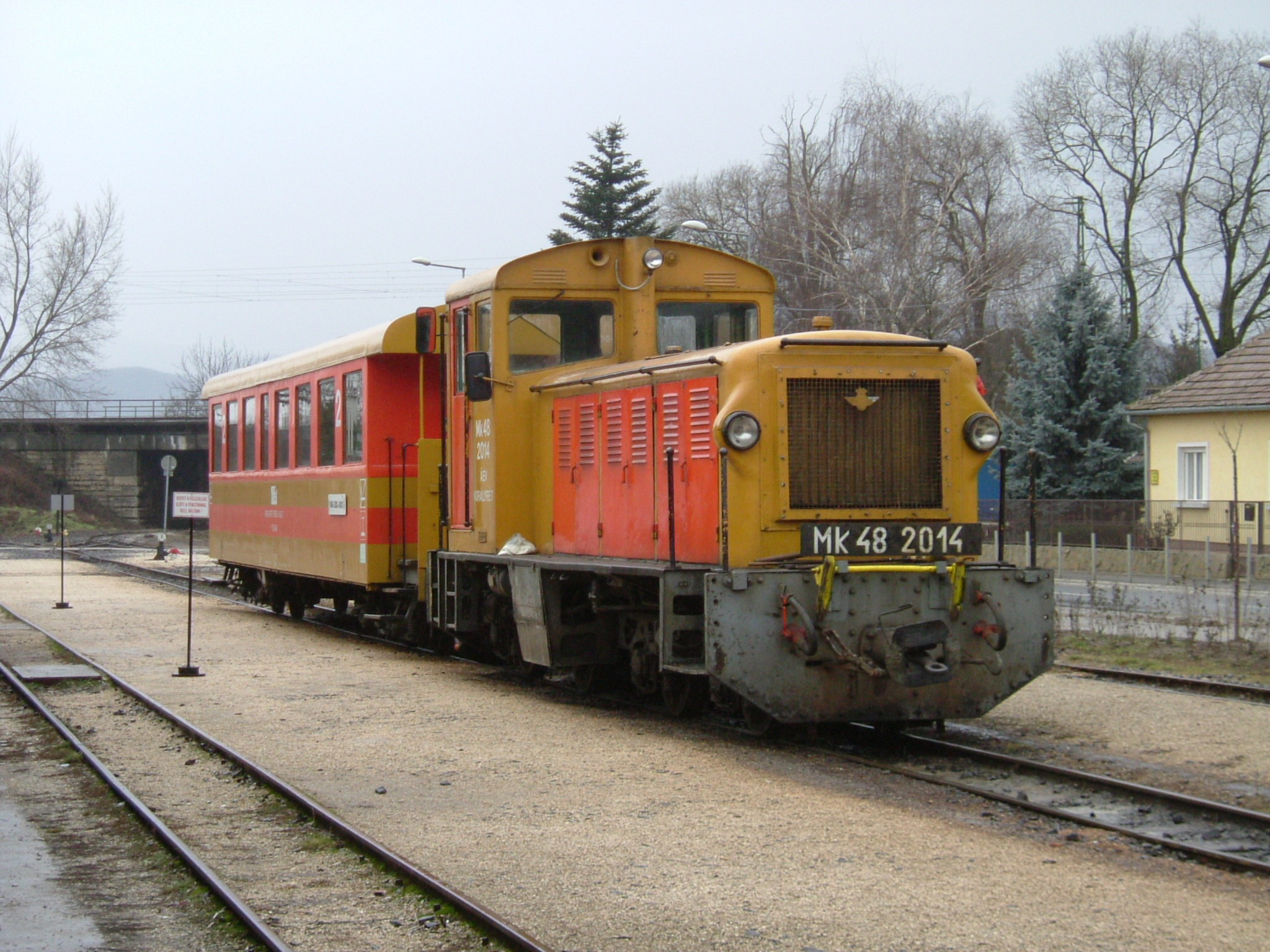
Az egyik dízelmozdony a korábbi flottaszínben
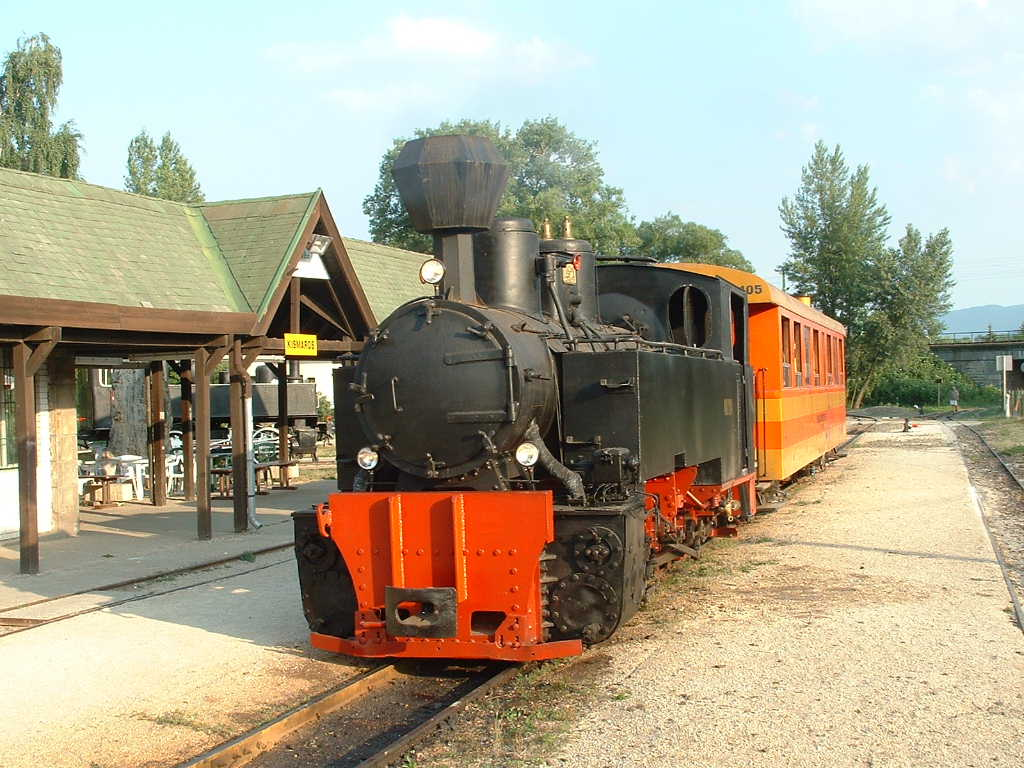
A kisvasút gőzmozdonya
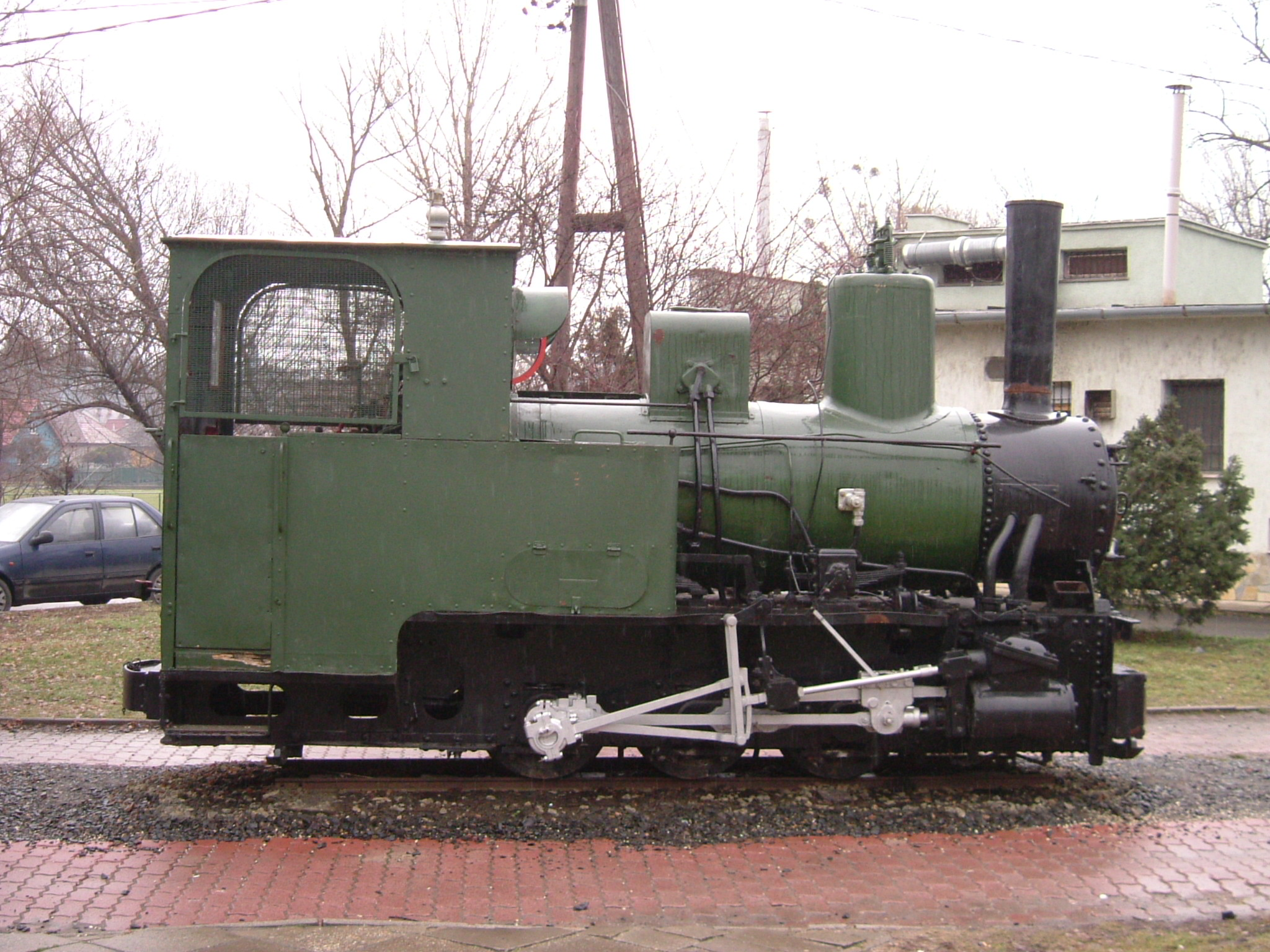
Triglav gőzmozdony
- Mk48 mozdony visszafogás közben
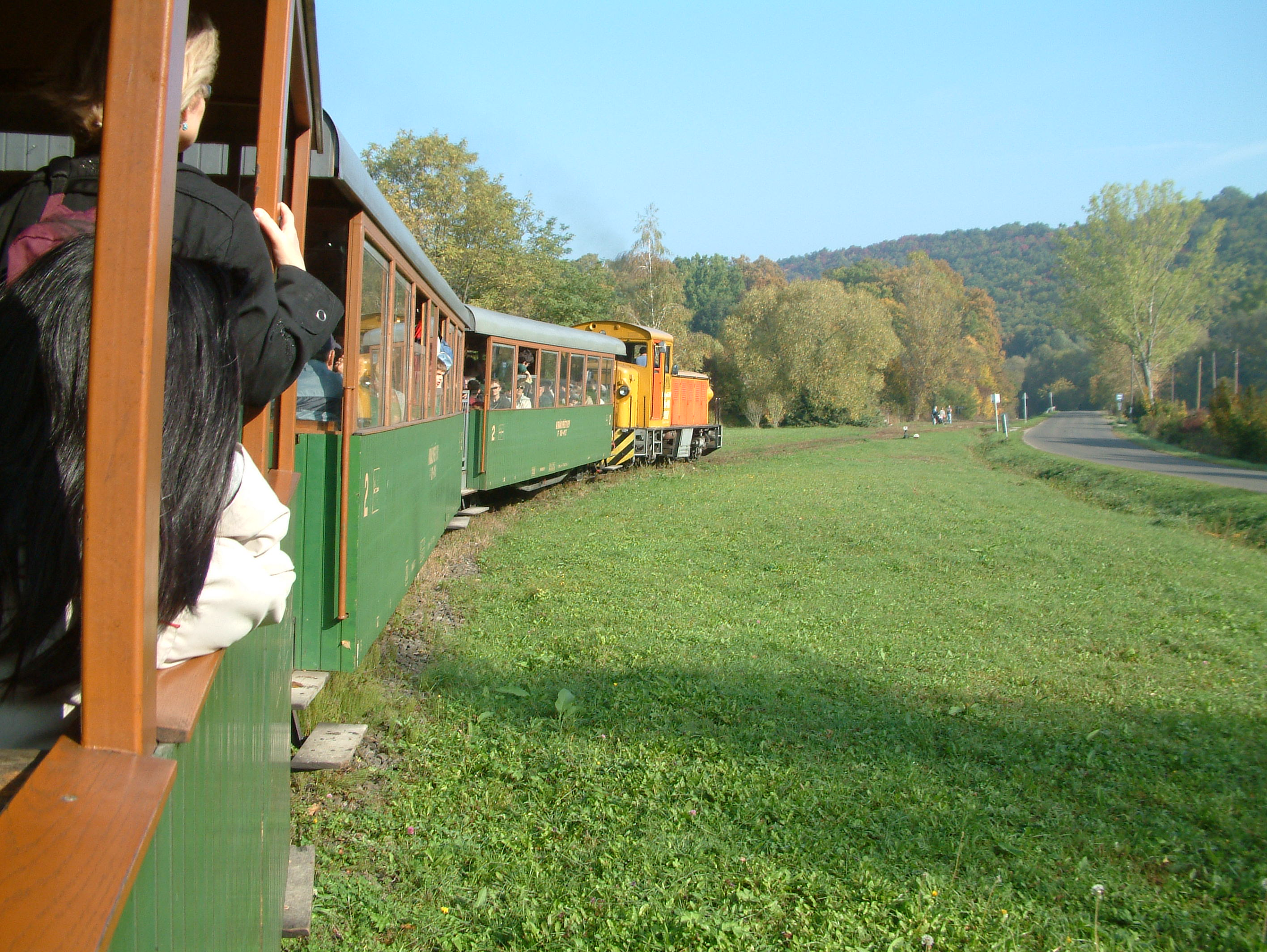
Vonat Kismaros és Szokolya között a nyíltvonalon
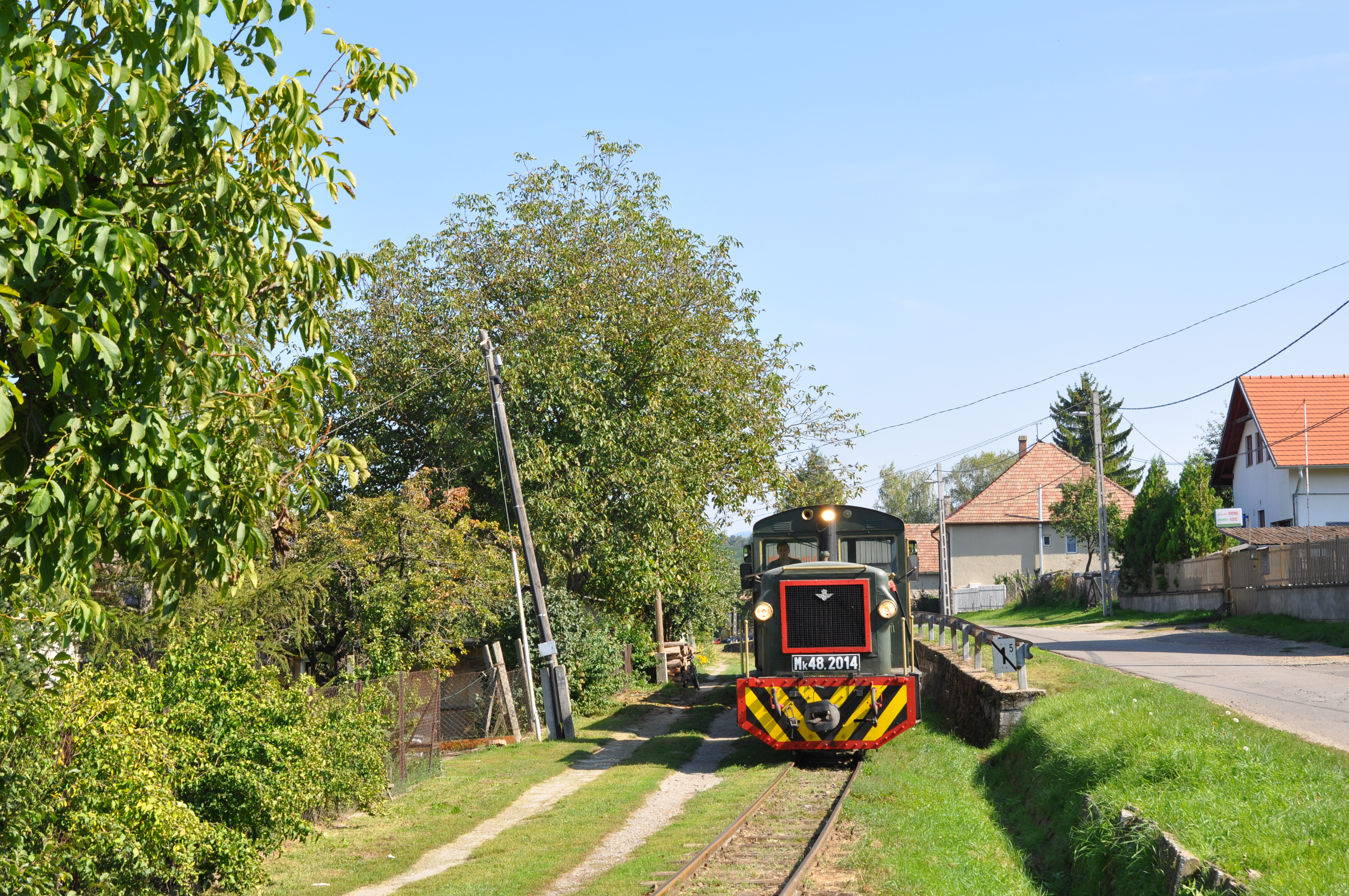
A jelenleg használt zöld flottaszínű dízelmozdony Szokolyán
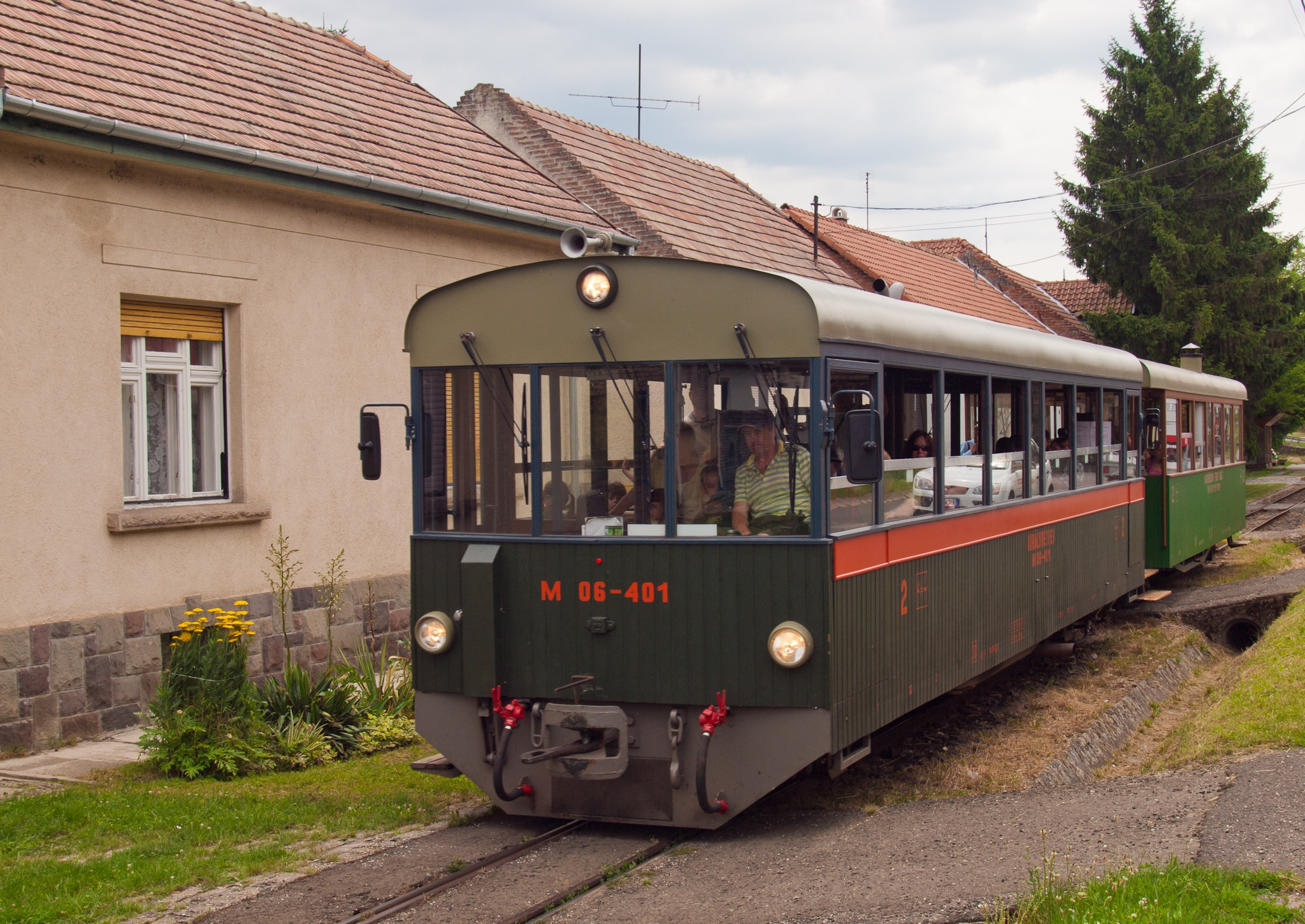
Tobi motorkocsi halad Szokolyán
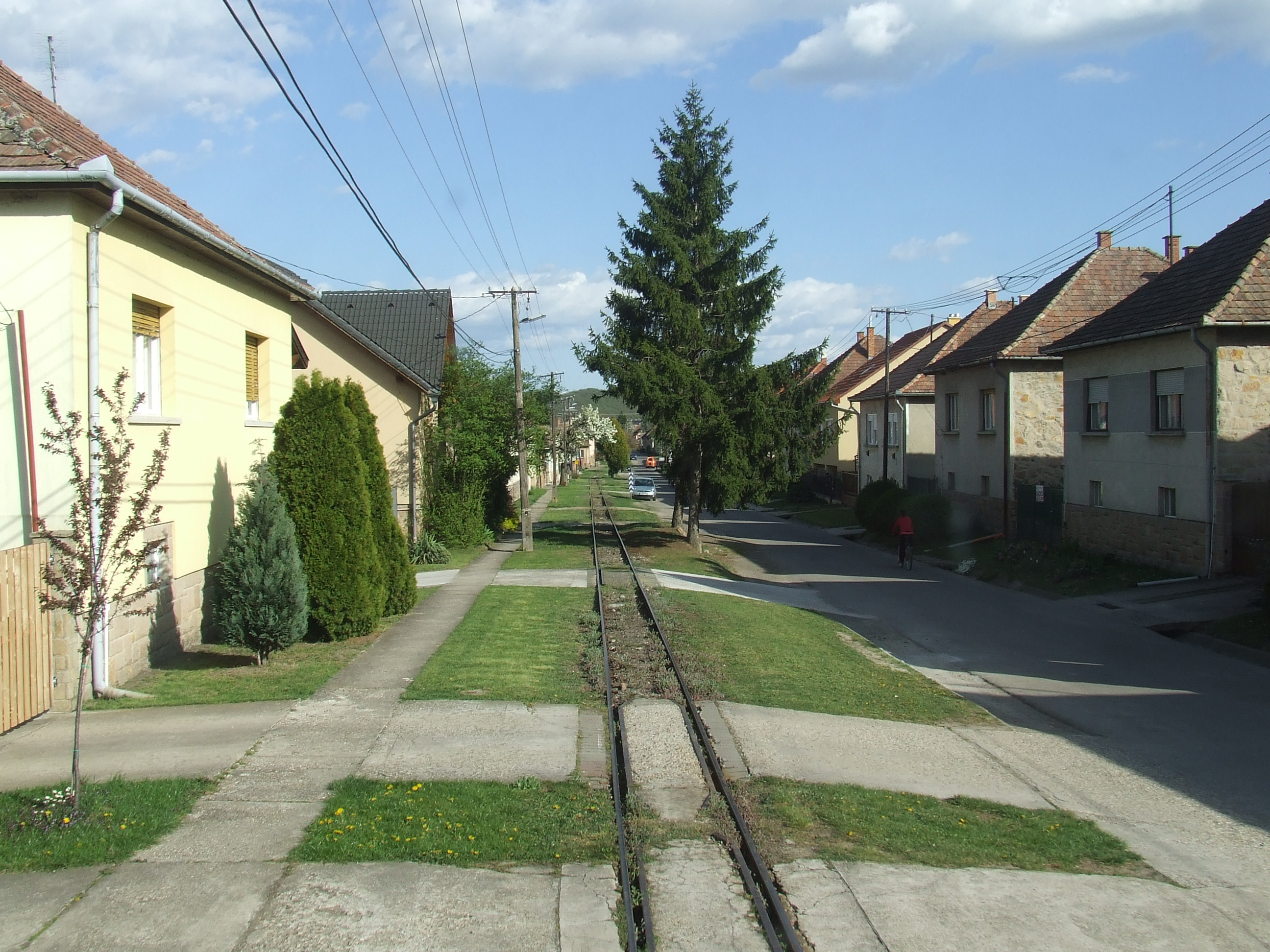
A pálya látképe Szokolya mellékutcáin
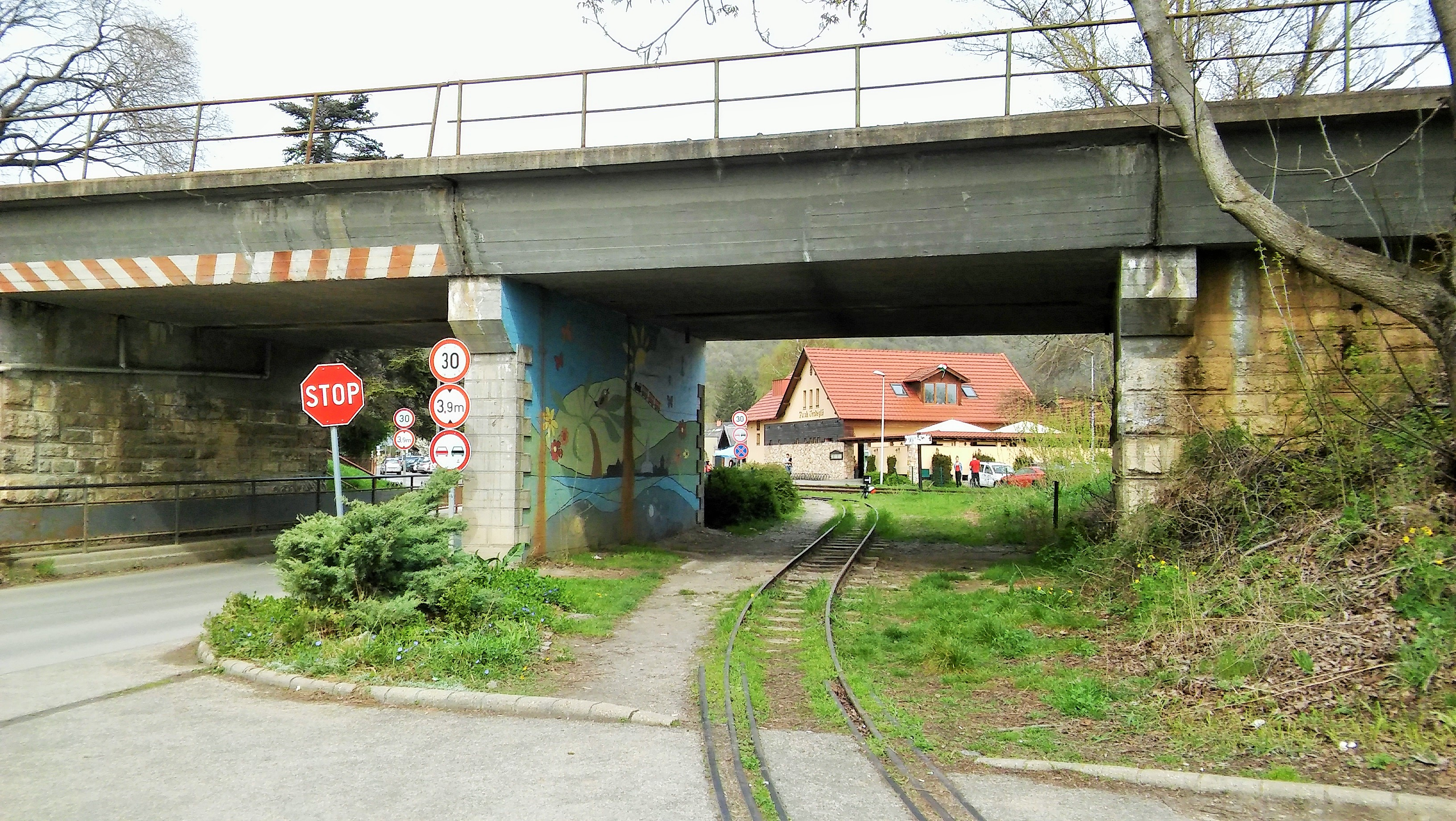
Kismarosról a verőcei átrakóhoz vezető használaton kívüli vágány a Budapest–Szob-vasútvonal hidja alatt